# بالازويلوس دي مونيو
بلدية بالازويلوس دي مونيو (بالإسبانية: Palazuelos de Muñó)‏، هي إحدى بلديات مقاطعة برغش، التي تقع في منطقة قشتالة وليون، والتي تقع في شمال غرب إسبانيا.
يبلغ عدد سكانها 72 نسمة وفقاً لإحصائية سنة (2002).